# Marthakerk (Raard)
De Marthakerk is een kerkgebouw in Raard in de Nederlandse provincie Friesland.

## Beschrijving
De eerste steen van de gereformeerde kerk is gelegd op 29 mei 1918 door K.J. Postma. De voorganger dateerde uit 1893. De zaalkerk met geveltoren en ingesnoerde spits, een portaal en rondboogvensters met glas in lood is onder eclectische architectuur gebouwd naar plannen van architect Ane Nauta. De kerk is een rijksmonument. Het eenklaviersorgel uit 1908 is gemaakt door Bakker & Timmenga.

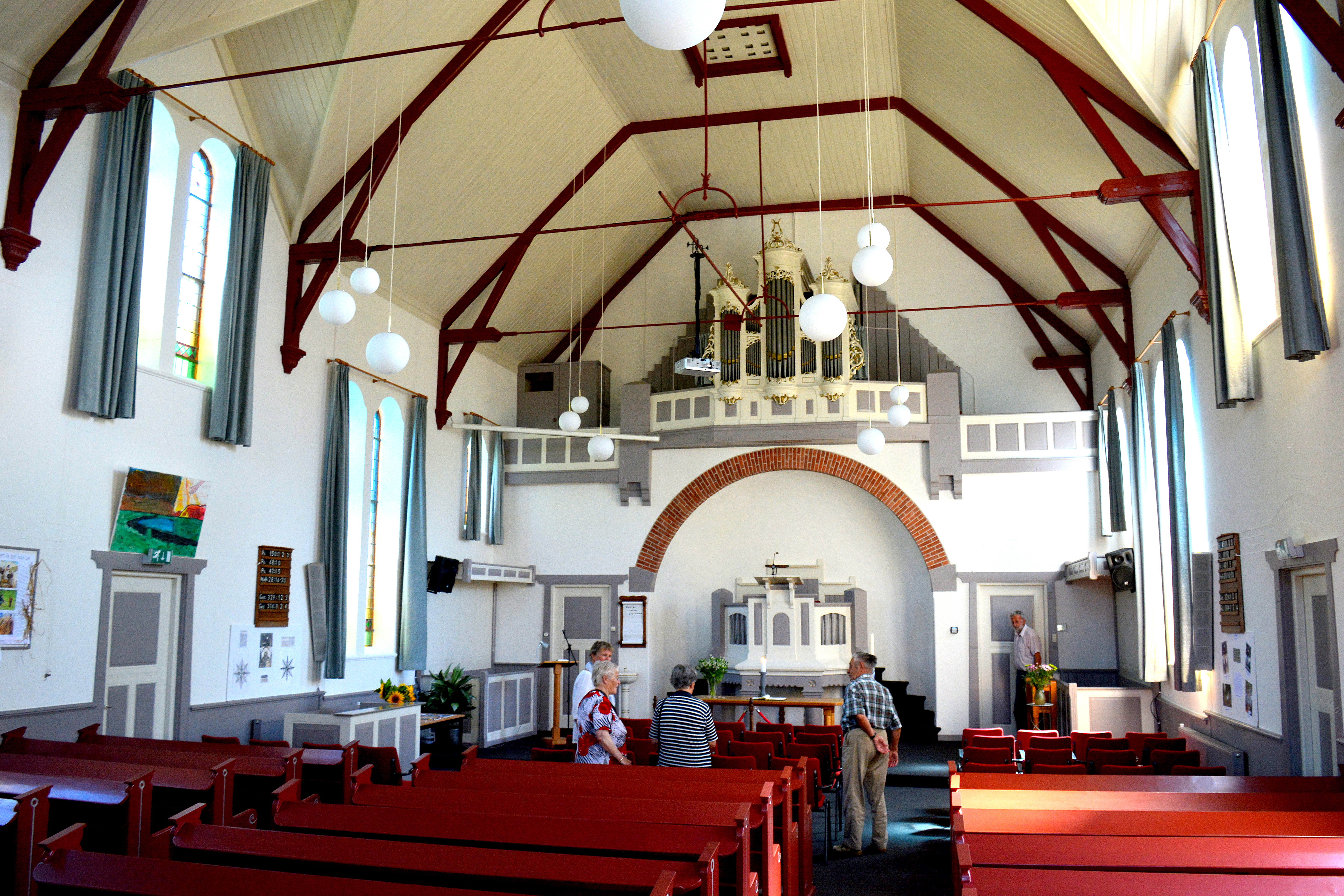
Interieur (2017)
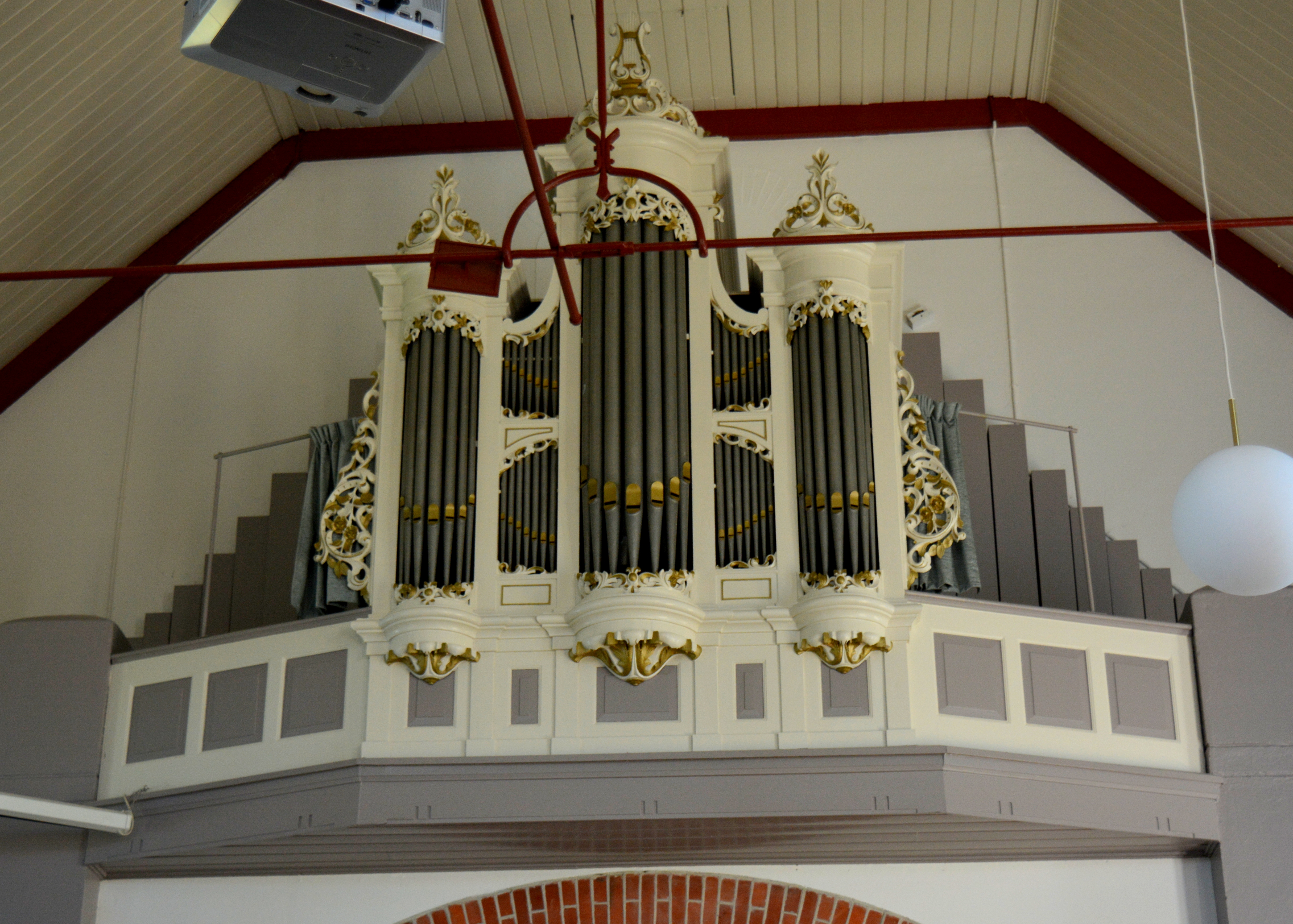
Orgel

Er wordt gekerkt door de protestantse gemeente Mei inoar ien (samen één) van de plaatsen Raard, Bornwird en Foudgum.